# Northern Rivers
Northern Rivers es la región más nororiental del estado australiano de Nueva Gales del Sur, situada entre 590 y 820 kilómetros al norte de la capital del estado, Sídney, y abarca las cuencas hidrográficas y los fértiles valles de los ríos Clarence, Richmond y Tweed. Se extiende desde Tweed Heads, en el norte (adyacente a la frontera con Queensland), hasta el extremo sur de la cuenca del río Clarence, que se encuentra entre Grafton y Coffs Harbour, e incluye las principales ciudades de Tweed Heads, Byron Bay, Ballina, Kyogle, Lismore, Casino y Grafton. En su punto más septentrional, la región se encuentra a 102 kilómetros al sur-sureste de la capital de Queensland, Brisbane.
Al igual que todas las regiones de Nueva Gales del Sur, no tiene estatus oficial, aunque las oficinas de los departamentos del gobierno estatal y los gobiernos locales de la zona colaboran en ámbitos como el turismo, la educación, la gestión de cuencas hidrográficas y la gestión de residuos.  El clima de esta zona es subtropical suave. Las principales industrias son la agricultura, la pesca, los servicios públicos (en particular, la salud) y el turismo. La región también es popular por sus cultivos especializados, los agricultores aficionados y los jubilados que huyen de la vida en las grandes ciudades.

## Geografía
La región de Northern Rivers está delimitada por el Mar de Coral y el Mar de Tasmania al este y la región de Nueva Inglaterra al oeste, donde la Gran Cordillera Divisoria forma un límite montañoso. Al norte se encuentra la frontera entre Nueva Gales del Sur y Queensland, donde se encuentran Darling Downs al noroeste y el sureste de Queensland directamente al norte. La frontera sur es la cordillera Dorrigo, que también marcan el límite sur de la cuenca del río Clarence.
La característica definitoria de la región son los valles fértiles de los ríos Clarence, Richmond y Tweed y sus fuentes, de ahí el nombre de la región; y las playas de arena blanca de la región.

### Demografía y superficie
Las siguientes áreas de gobierno local están contenidas dentro de la región:
| Clasificación de Richmond Tweed | Área de gobierno local        | Población 2022 | tasa de crecimiento de 10 años | Densidad de población (personas/ km² ) |
| ------------------------------- | ----------------------------- | -------------- | ------------------------------ | -------------------------------------- |
| 1                               | Condado de Tweed              | 97.969         | 9.7                            | 74.2                                   |
| 3                               | Condado de Ballina            | 46.850         | 13.9                           | 96.6                                   |
| 4                               | Ciudad de Lismore             | 44.276         | -0.3                           | 34.3                                   |
| 5                               | Condado de Byron              | 36.510         | 17.0                           | 65.6                                   |
| 6                               | Consejo del Valle de Richmond | 23.702         | 3.7                            | 7.8                                    |
| 7                               | Consejo de Kyogle             | 9.453          | 0.4                            | 2.6                                    |
| Richmond Tweed                  | Richmond Tweed                | 258.760        | 8.6                            | 25.1                                   |
| 2                               | Consejo del Valle de Clarence | 54.662         | 6.4                            | 5.2                                    |
| Ríos del Norte                  | Ríos del Norte                | 313.422        | 8.2                            | 10.7                                   |

La región está atravesada por la Pacific Highway, la Bruxner Highway, Clarence Way, Summerland Way y la línea ferroviaria de la Costa Norte que une Sídney con Brisbane.

### Características
La parte más septentrional de la región alberga el monte Warning y los restos circundantes del volcán Tweed, extinguido hace mucho tiempo, algunos de los cuales se extienden hasta el sur de Queensland. Inmediatamente al sur se encontraba antiguamente el "Big Scrub", una extensa zona de selva tropical subtropical que fue talada en gran parte para obtener madera y, posteriormente, para la ganadería lechera en el siglo XIX. Las principales ciudades de la zona se desarrollaron en las cabeceras navegables de los sistemas fluviales locales (Murwillumbah en el Tweed, Lismore en el Wilsons —un afluente del Richmond— y Grafton en el Clarence) en lugar de en la costa, con el fin de poder transportar los valiosos productos madereros (en particular el cedro rojo australiano, Toona ciliata) a los mercados nacionales e internacionales.
La producción lechera en la región fue muy importante hasta la década de 1970 y muchas ciudades de la zona conservan las plantas de procesamiento de lácteos («fábricas de mantequilla») de esa época, que ahora se reutilizan en gran medida para otros fines. El ganado lechero fue sustituido en gran parte por ganado vacuno de carne por razones económicas, aunque sigue existiendo cierta producción lechera. 
El norte de la región es una importante zona de cultivo de caña de azúcar, con contribuciones menores de café, plátanos y diversas frutas y verduras tropicales. Las colinas con sus suelos volcánicos rojos en el interior de Byron Bay constituyen la principal región de Australia para el cultivo de árboles de macadamia, que se utilizan para la producción de nueces crudas y de aceite de macadamia. 
Ballina es un puerto pesquero y fue el centro de la industria pesquera de camarones de la costa este de Australia, aunque el número de barcos ha disminuido en los últimos años, mientras que otros operan desde Iluka y Yamba.  Byron Bay fue en su día un centro de caza comercial de ballenas, así como de extracción de minerales metálicos del lecho marino. Más al sur, las zonas rurales de la cuenca del río Clarence se utilizan principalmente para la silvicultura, la agricultura y el pastoreo.

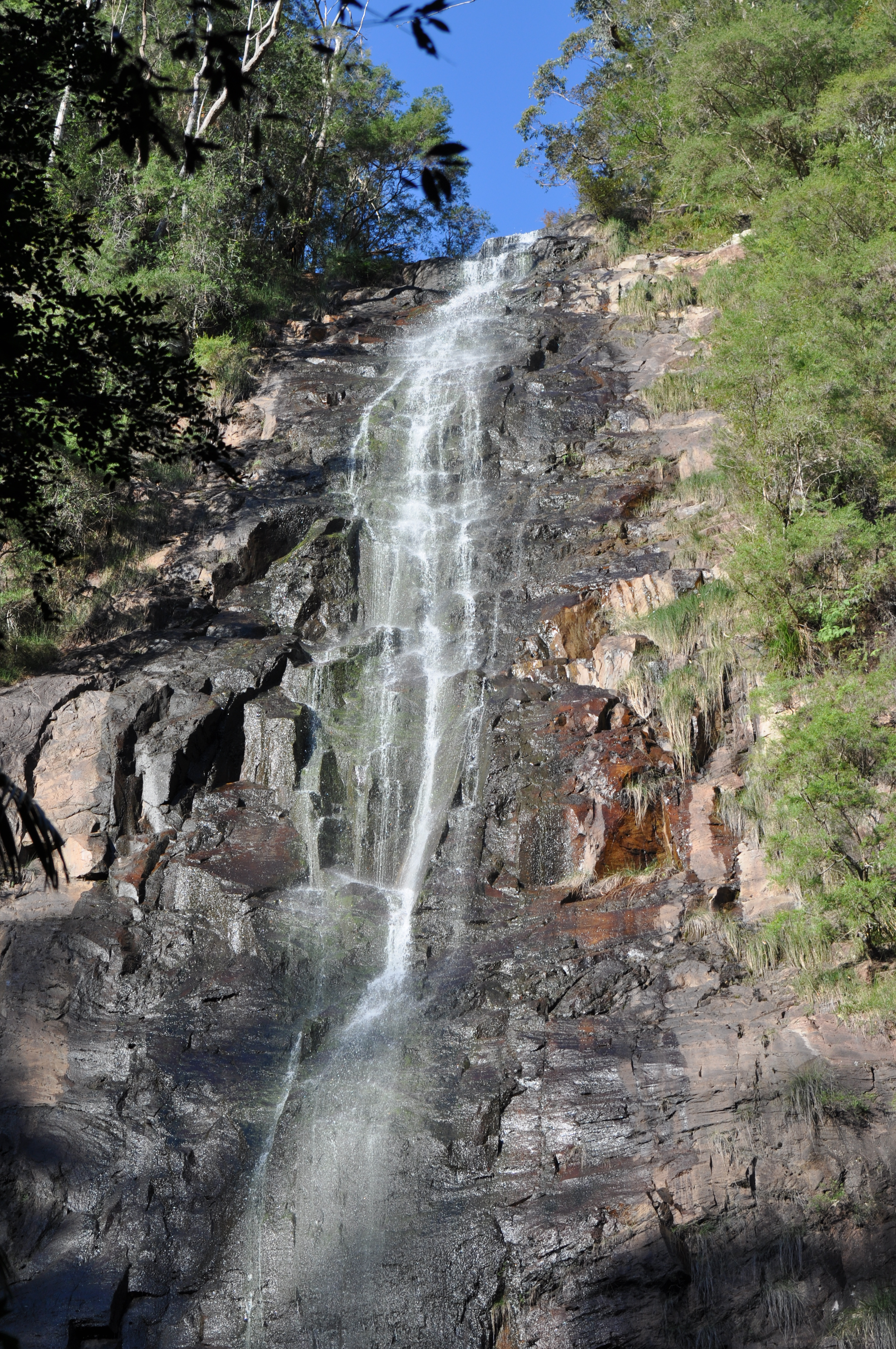
Protestors Falls en el Parque Nacional Nightcap, 2013

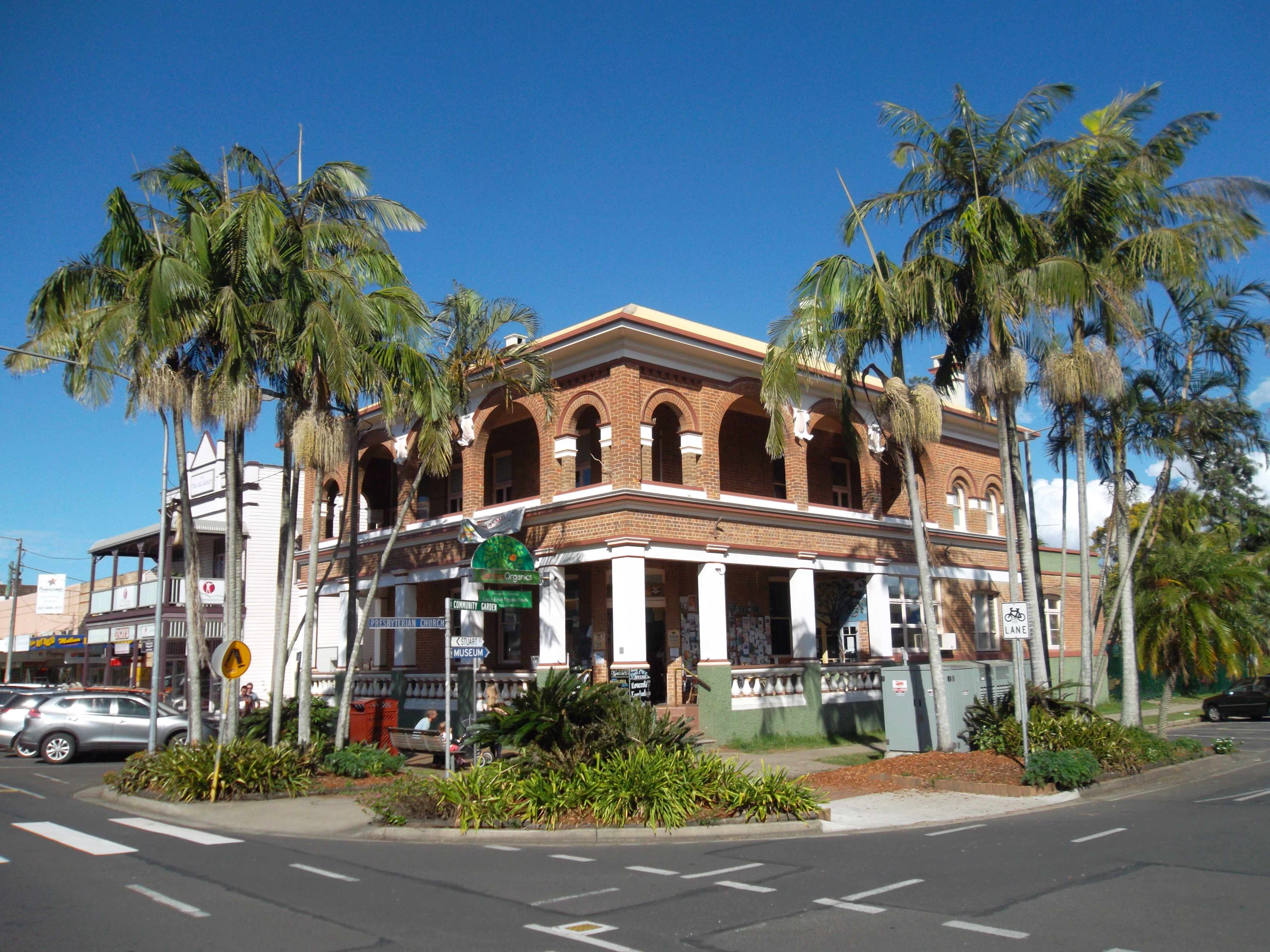
Antiguo edificio del Banco de Nueva Gales del Sur en Mullumbimby, 2014

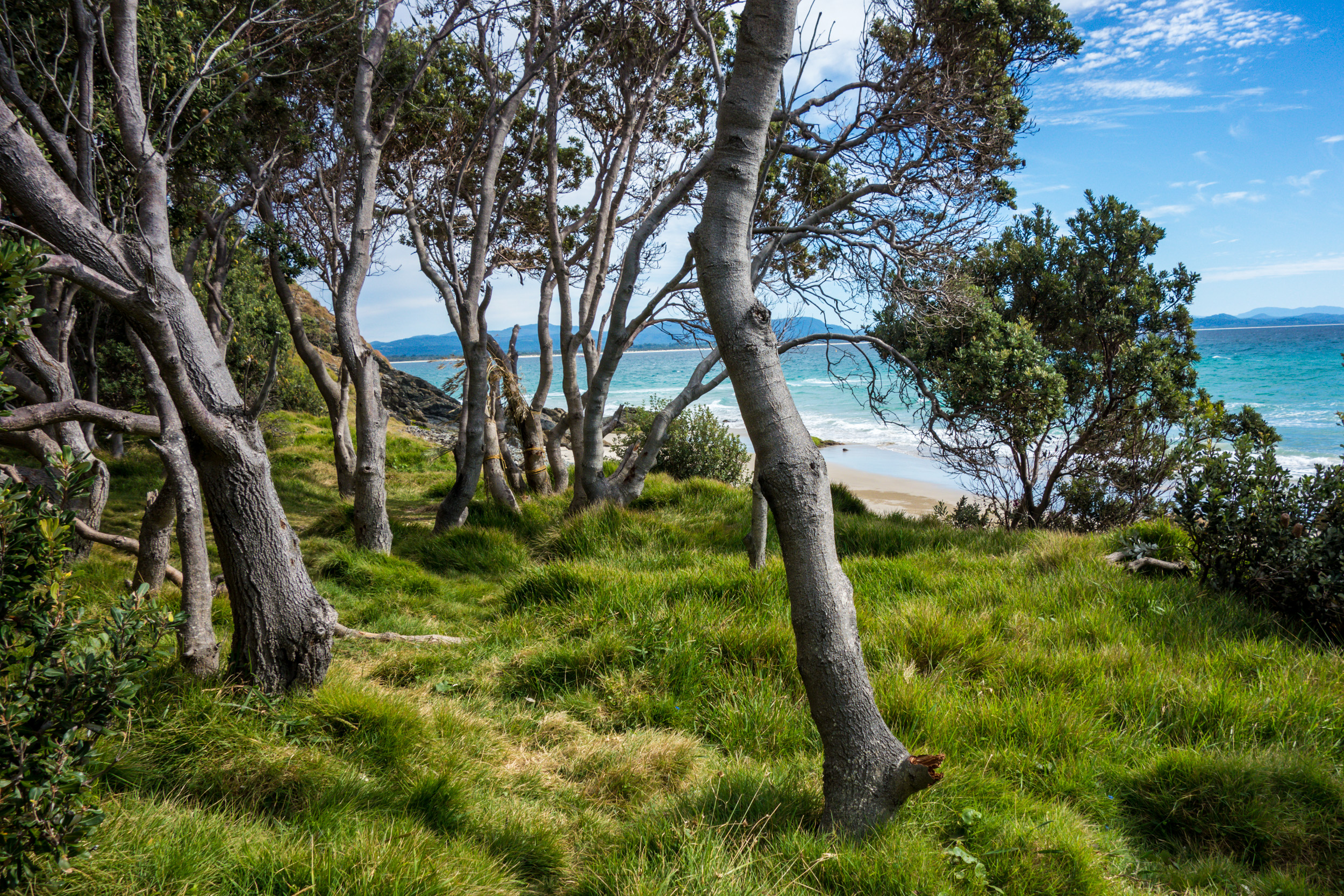
Vegetación costera en Byron Bay, 2016

La región en su conjunto incluye una parte importante de los bosques estatales y parques nacionales de Nueva Gales del Sur, y el turismo es importante en el norte de la región en particular, especialmente en Tweed Heads, que es en realidad una extensión de la Gold Coast, y en Byron Bay, que se ha ganado una reputación como centro de relajación y prácticas de salud «alternativas», como el yoga, y, en determinadas épocas del año, como zona de recreo cómoda fuera de la ciudad para los fiesteros de los principales centros urbanos del sureste de Queensland. La localidad de Nimbin, en la zona de Lismore, también atrae a turistas interesados en su reputación por sus iniciativas medioambientales y de vida alternativa, como la permacultura, la sostenibilidad y la autosuficiencia, así como por su a menudo citada contracultura, que incluye la defensa a favor de la despenalización del cannabis recreativo y medicinal, como lo demuestra su celebración anual del MardiGrass. Tras varias décadas de descenso demográfico debido a la reducción de ciertas industrias primarias (en particular, la lechería), la zona está experimentando ahora un aumento de la población, en parte debido a la disponibilidad de antiguas tierras lecheras para nuevos cultivos especializados y granjas de ocio, así como a la llegada de familias que buscan un cambio de aires y de entorno, y de jubilados atraídos por el clima subtropical de la región y su combinación única de atributos de estilo de vida.   
Desde la década de 1970, la parte norte de la región también ha sido escenario de exitosas protestas medioambientales destinadas a impedir la destrucción de los importantes recursos naturales de la zona, entre ellas la protesta contra la tala de árboles en Terania Creek, en el Parque Nacional Nightcap, en 1979, que llevó al Gobierno estatal de Wran a declarar parques nacionales las selvas tropicales que quedaban en Nueva Gales del Sur. También cabe mencionar el bloqueo de Bentley en 2014, que protestaba contra las perforaciones exploratorias de gas en ese lugar, y la reacción de la comunidad, que finalmente llevó al Gobierno del Estado de Nueva Gales del Sur a recomprar una licencia de exploración de gas de veta de carbón que abarcaba más de 500 000 hectáreas en toda la región en octubre de 2015.
Antes de la colonización europea en el siglo XIX, la región estaba habitada por el pueblo aborigen de los bundjalung (o bandjalang) (incluidos los widjabul de la región de Lismore, los arakwal de la zona de Byron Bay y los kalibal y minjungbal de la frontera entre Tweed y Queensland) y los pueblos gumbaynggirr y yaegl al sur, que colectivamente todavía forman un componente de la población local, y han tenido éxito en algunas reclamaciones de títulos de propiedad nativos, en nombre de las comunidades locales bandjalang y yaegl. 

## Educación
La región alberga la Southern Cross University, cuya sede se encuentra en Lismore y tiene campus en Tweed Heads y Coffs Harbour .  El Instituto de TAFE de la Costa Norte tiene campus en Lismore, Ballina, Casino, Grafton, Kingscliff, Maclean, Trenayr, Wollongbar y Yamba . 

## Deporte y ocio
Hay varias competiciones deportivas locales, entre ellas:
- Fútbol  – Fútbol de la Costa Norte
- Béisbol – Asociación de Béisbol de la Costa Norte
- Críquet – Liga de Hooker de LJ
- Liga de rugby – Liga Regional de Rugby de Northern Rivers
- Unión de rugby – Unión de rugby de la Costa Extremo Norte

La región ha sido cuna de varios deportistas famosos, entre los que se incluyen:
- El jugador de fútbol Craig Foster
- La futbolista Lisa Casagrande
- El futbolista Terry Greedy
- La atleta Kerry Saxby-Junna
- Los jugadores de críquet Adam Gilchrist, Lyn Larsen, Matthew Phelps, Sam Trimble y Georgia Redmayne
- El jugador de rugby Ken Nagas
- El jugador de rugby Kane Douglas
- El jugador de rugby Justin Harrison
- El jugador de rugby 7 Alex Gibbon
- El jugador de rugby Izack Rodda
- El jugador de rugby Rory Arnold
- El jugador de rugby Richie Arnold
- El jugador de hockey Brent Livermore

## Recintos deportivos
Entre las instalaciones deportivas de Northern Rivers se incluyen:
- Estadio Internacional de Béisbol Albert Park, Lismore
- Oakes Oval, Lismore
- Campo Crozier, Lismore
- Campo de rugby de la ciudad de Lismore, Lismore
- Parque Lyle, Wollongbar
- Don Gulley Oval, Kyogle
- Stan Paine Oval, Evans Head
- Parque Kingsford Smith, Ballina
- Geoff Watt Oval, Alstonville
- Red Devil Park, Byron Bay
- Reserva Williams, Lennox Head

## Cultura
Northern Rivers tiene sus propias orquestas, la Orquesta Sinfónica de Northern Rivers con sede en Murwillumbah y la Orquesta Sinfónica de Lismore. Murwillumbah, Lismore y Grafton tienen galerías de arte regionales; la de Murwillumbah (la Galería Regional Tweed) incluye el Centro de Arte Margaret Olley, llamado así en honor a la destacada artista australiana Margaret Olley, nacida en la zona, e incluye ejemplos de su obra además de una recreación de áreas del famoso estudio que Olley tenía en su casa, principalmente la Fábrica de Sombreros y la Habitación Amarilla. 

### Historia del asentamiento
La región tiene una larga historia de asentamientos italianos. La localidad de New Italy fue fundada en 1882 por pioneros italianos que intentaron cultivar el difícil interior de la zona. En la década de 1920 se produjeron nuevas oleadas migratorias y, de nuevo, tras la Segunda Guerra Mundial, con la llegada de inmigrantes europeos ansiosos por escapar de sus países devastados por la guerra. Por lo general, arrendaban tierras montañosas a los agricultores locales en las que cultivaban plátanos, y pasaron a otros oficios cuando la industria local del plátano entró en declive al facilitarse el suministro de productos más baratos procedentes de Queensland gracias a la refrigeración y a las mejores conexiones de transporte.

## Transporte
La línea ferroviaria Murwillumbah sirvió a Northern Rivers durante más de un siglo, aunque, en medio de cierta controversia, los servicios se suspendieron en 2004. 
El Aeropuerto de Ballina Byron Gateway es el principal aeropuerto regional que sirve a la región de Northern Rivers, está ubicado 5 km al noroeste de Ballina.

## Ciudades principales

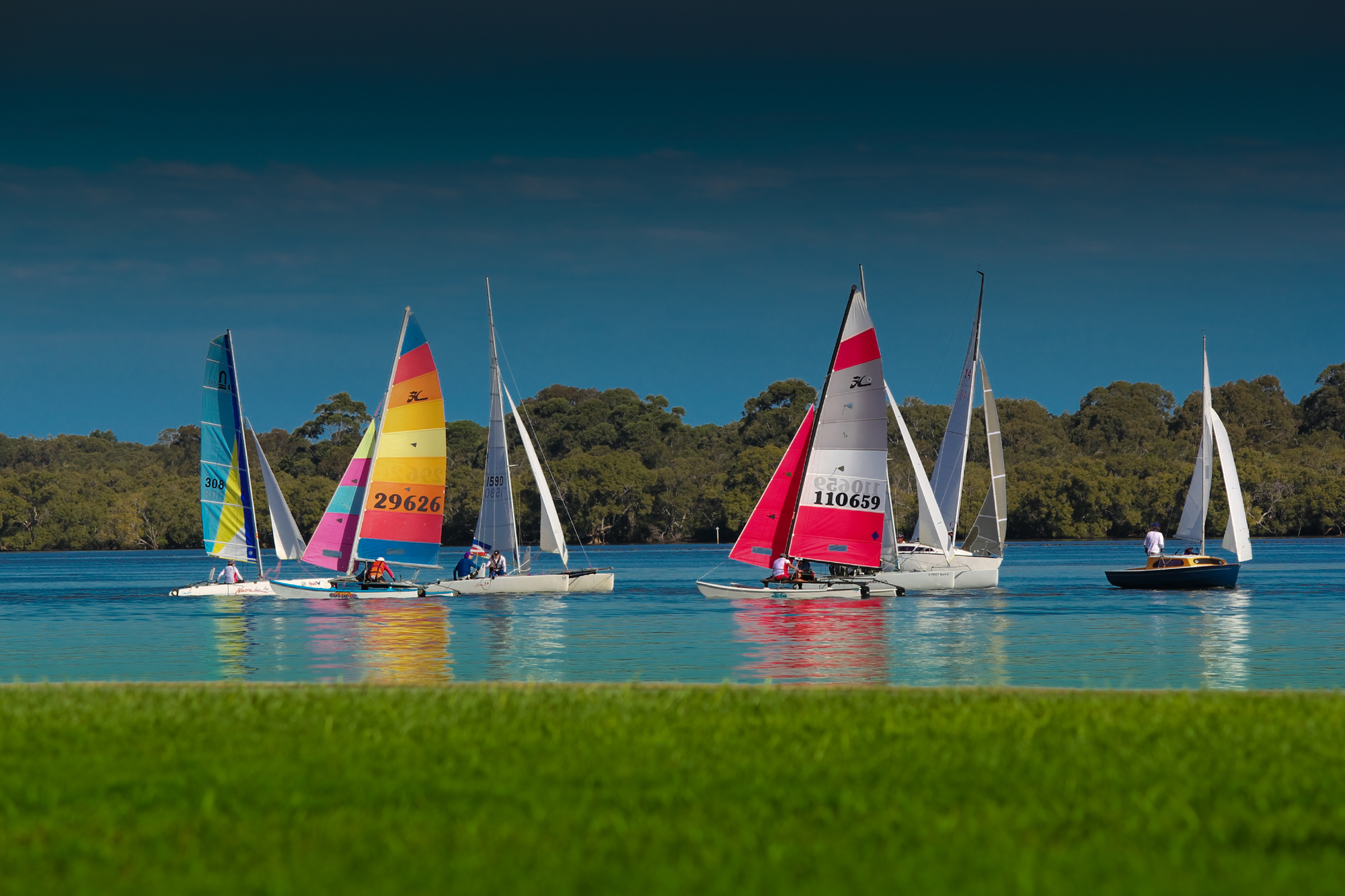
Barcos en el río Richmond en Ballina

| - Alstonville - Ballina - Bangalow - Bogangar - Brunswick Heads - Byron Bay - Casino - Drake - Evans Head | - Grafton - Iluka - Kingscliff - Kyogle - Lennox Head - Lismore - Maclean - Mullumbimby - Murwillumbah | - New Brighton - Nimbin - Nymboida - Ocean Shores - Pottsville - Suffolk Park - Tweed Heads - Whiporie - Wollongbar - Yamba |